# Casa de Duque

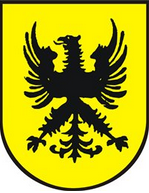
Escudo de Armas Linage Duque

Casa de Duque se refiere a una casa de nobleza de España. La casa o linaje Duque es de origen Palentino.Originaria de la zona conocida como la Montaña Palentina en el norte de la provincia de Palencia.
Dentro del linaje Duque, podemos destacar los siguientes individuos, asentados en diferentes villas de la provincia:

En Aguilar de Campoo:
Descendientes de éste linaje procedente de la montaña, son los radicados en la villa de Aguilar de Campoo, y sus alrededores. Los caballeros de este antiguo linaje castellano tienen su enterramiento en la capilla de La Magdalena, y en la de San Juan del Monasterio de Santa María la Real de dicha villa. Existe mucha relación de los miembros del linaje Duque, con dicho monasterio de Santa María de Aguilar de Campoo. Posteriormente ramas de este linaje se distribuyen por las actuales provincias de Palencia, Valladolid, y norte de las provincias de Ávila, Salamanca y Segovia.

En Pedraza de Campos:
Nos encontramos con Juan Duque, Señor de la villa de Pedraza de Campos, Palencia, Arcos de Jalón, y otras, que murió en la batalla de Aljubarrota. Casado en primeras nupcias con Catalina Fernández o de Albornoz, hija de Ferrán Gómez de Albornoz, y de Teresa Pérez de Luna, de la que no tuvo descendencia. Casado con doña Sancha o Juana de Rojas, (esta doña Sancha casó posteriormente con Gómez Manrique, adelantado mayor de Castilla) padres de:
- Ana Duque de Molina y Rojas, casada con Garci González de Herrera y Grijalva, Señor de Herrera, Arroyo del Puerco y Arroyo de la Fuente. Mariscal de Castilla, que se halló en la Batalla de Nájera. Padres de:
1º Juan de Herrera y Duque, que murió en la Batalla de Quesada, en tiempos del Rey don Enrique III el Doliente.
2º García González de Herrera y Duque, fue el primer Señor de Pedraza de la Sierra, del partido judicial de Sepúlveda (Segovia), y también Señor de Arroyo del Puerco y de la Fuente, y Mariscal de Castilla. De él hace mención Hernán Pérez de Guzmán en su «Suma de Ilustres Varones». Casó dos veces: la primera, con doña Estefanía de Monroy, y la segunda, con doña María de Guzmán (hija de Pedro Suárez de Guzmán y de doña Elvira de Ayala, y nieta de Pedro Suárez de Toledo, Camarero Mayor del Rey don Pedro I el Cruel, y de doña María Ramírez de Guzmán).

En Rabanal de los Caballeros:
En el libro de las Behetrías de Castilla del rey Pedro I de Castilla aparece el caballero de la Orden de la Banda Fernán García Duque como poseedor y señor de esta villa.
Juan Duque, casado con Juana de Solís, fue hijo de Gutierre Duque, descendiente de Fernán García, y de Inés López, poseedor de la casa solar de Duque, y del término y ermita de San Cebrián de Gallinera en Rabanal de los Caballeros. Fue vecino de Gañinas, de Cervera de Pisuerga y de Cea, en León. De esta rama proceden por tanto los Duque asentados en la provincia de León; Patronos y fundadores de la parroquia de San Martín de dicho lugar, donde tienen sus enterramientos y sepulturas. Padres de:
- Diego Duque, casado en primer matrimonio con Mencía Santos y en segundo con María Quintana. De su primer matrimonio, entre sus descendientes se encuentran:
1 Francisco Santos de Graxal y Pérez de Gibaxa, alcalde ordinario y padrón de Moneda Forera por el Estado de los Hijosdalgo en Colmenar Viejo (Madrid). Su padre, Francisco de Santos, tuvo que litigar ante la Chancillería de Valladolid en 1571 su pertenencia al Estado Noble.
2 Nicolás Santos y Tinte, teniente coronel de Caballería de la Reina y caballero de la Orden de Santiago. 

En Salvador de Cantamuda:
También podemos encontrar el linaje Duque, entre los doce cofrades de la Colegiata de San Salvador de Cantamuda. Como Francisco Duque, y su hijo Juan Duque, naturales de Casavegas, Palencia.

En Camasobres:
De este pueblo de la montaña palentina procede Manuel Peral Duque, que litigó su hidalguía ante la Real Chancillería de Valladolid. Hijo de Catalina Duque, nieto de Marcos Duque, y de Juana Rodríguez, vecinos de Camasobres.
También tuvieron sus casas y palacios los descendientes de Fernán García Duque, Diego Duque y Mencía Santos.

En Astudillo:
De este pueblo palentino era Francisco del Mazo Duque, hijo de García del Mazo, natural de Astudillo, y de María Duque. Cuyo hijo Pedro del Mazo González, natural de Valbuena de Pisuerga, era Familiar del Santo Oficio de la Inquisición, y fue médico de Felipe IV.

En Barruelo de Santullán:
Fueron señores de Barruelo de Santullán durante el reinado de Pedro I de Castilla, Fernando Díaz Duque, y Fernán García Duque. 

## En la Orden de San Juan de Jerusalén
De este linaje fueron Luis Duque y de Arroyo, natural de Puente del Arzobispo, antigua provincia de Ávila, hoy en Toledo, admitido en la Orden de Malta en el año 1594, y José Duque y de Arroyo, admitido el 27 de noviembre de 1595.

## En la Real Chancillería de Valladolid
Existen diversos pleitos de hidalguía realizados por miembros de este linaje, como el de Andrés Duque, de Escobar de Campos, en el año 1801; Diego Duque, de Cea, en el año 1587; Juan Duque, de Alfaro, en el año 1544; Manuel Duque, de Riosequillo, jurisdicción de Cea, en el año 1737; Manuel Duque, de Cea, en el año 1778; Pedro Duque, de Barcenilla, en el año 1549; Valentín Duque, de Moratinos, en el año 1783; Jusepe Duque de Arroyo, de Villafranca de la Puente, en el año 1569; Francisco de Santos, en el año 1571.
Existen variaciones de este linaje con los linajes Duque de Castañeda, de Cea, Cervera, y Madrid; y Duque de Guevara, de Puente de Pumares.

## En la Real Chancillería de Granada
Por otro lado, en la relación de caballerías, hidalguías, llamamientos y exenciones, otorgados a diferentes vecinos del Reino de Castilla. Nos encontramos a Pedro Duque, vecino de Romaniçes, al cual se le otorga por parte del rey una caballería a 5 de julios de 1489.